# Économie des institutions
Pour les articles homonymes, voir AEI.
L'économie des institutions, également dénommée analyse économique des institutions (AEI), étudie les interactions entre le comportement des individus et les institutions qui font partie de leur environnement. Les institutions sont notamment censées diminuer les coûts de transaction.
Elle fait partie d'un ensemble plus vaste qu'est la théorie des institutions, qui contient également une analyse sociologique. Elle est proche de l'Institutionnalisme américain de Veblen, qui lui est antérieur.

## Présentation
L'analyse économique des institutions a pris naissance au sein de l'université de Chicago au début des années 1960[réf. nécessaire]. 
Cette analyse s'est développée à partir de l'interprétation que l'on peut donner à la définition de la science économique. La définition habituellement énoncée en France est plus restrictive. L'économie ne s'applique pas uniquement et exclusivement au domaine marchand. En 1978, Florin Aftalion et Jean-Jacques Rosa, dans leur livre l'économique retrouvée montrent que la science économique doit renouer avec sa tradition de généralité.
La définition, alors élargie, amène à étudier les institutions, les comportements des hommes, les marchés politiques... Cette vision générale est profitable à la science économique elle-même car elle permet de mieux comprendre ce qu'elle est. Cependant, se pose le problème des limites du champ de l'économie.
Il y a des différences d'approches entre l'économiste et le sociologue ou le juriste ou le politologue. Par exemple, en économie, les keynésiens sont holistes d'emblée. Ils raisonnent avec de grands agrégats (le groupe des consommateurs par exemple). Les néoclassiques ont pratiqué l'individualisme méthodologique au départ mais ils ont glissé vers l' holisme. Si tous pratiquent l'individualisme méthodologique, tous aboutissent à des conclusions très proches.
Plusieurs voies de recherches relatives à l'analyse économique des institutions se sont développées dans les années 60 :
- La Nouvelle Histoire économique : c'est une lecture économique des évènements de l'histoire (Douglass North, Fogel, Engermann).

- L'analyse économique des structures sociales. C'est une incursion de la science économique dans le domaine de la sociologie. Notons qu'il existe une autre analyse économique de la famille, du mariage, du divorce, de la fécondité, du crime... (Gary Becker aux États-unis, Bertrand Lemennicier en France).

- L'analyse economique de la politique. C'est une analyse du fonctionnement du marché politique. Il y a une offre et une demande avec des entrepreneurs (les hommes politiques) qui s'appuient sur des entreprises (les partis) avec comme objectif de maximiser le nombre de leurs voix. Elle est représentée par l'école du Public Choice (James M. Buchanan, Gordon Tullock)